# Österreichisches Weltraum Forum

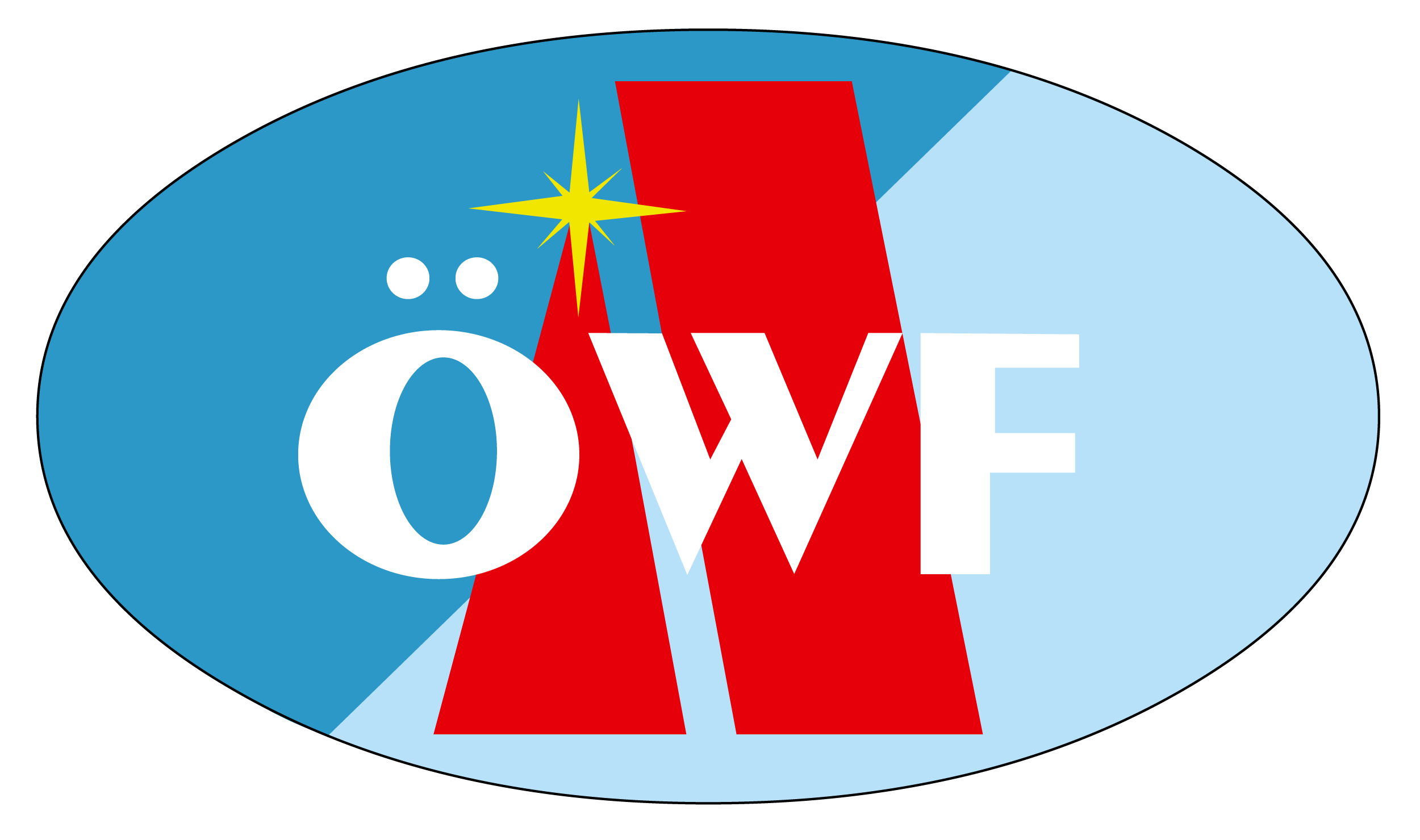
Logo of the Austrian Space Forum (OeWF)

Das ÖWF (Österreichisches Weltraum Forum) ist ein österreichischer, eingetragener Verein, der sich zum Ziel gesetzt hat, astronautische Erforschung anderer Planeten vorzubereiten.

## Geschichte
Die Idee, ein Forum als Kommunikationsplattform zwischen Raumfahrt-Interessierten und-Experten zu gründen, entstand laut Eigendarstellung des Vereins 1997 in Turin, als dort die Internationale Astronautische Föderation ihre Jahrestagung abhielt. Im November 1999 wurde das Österreichische Weltraum Forum als Verein gegründet.

## Aktivitäten

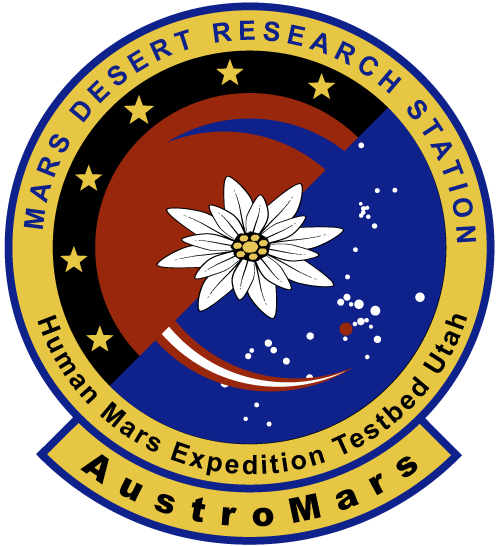
Missionspatch von AustroMars

Zu den Veranstaltungen in den Anfängen des Forums zählte die „Science-Fiction-Woche“, die im September 2002 im Wiener Donauzentrum stattfand und mehr als 10.000 Besucher zählte. Weitere Initiativen umfassten eine österreichweite Wanderausstellung zum Weltraumthemen unter dem Titel „New Horizons“ mit 15.000 Besuchern 2004 und Einzelveranstaltungen wie der „Sinkflug II“ anlässlich der Landung der Cassini-Huygens Sonde auf dem Saturnmond Titan. Dazu kommt Zusammenarbeit mit Schulen, Planetarien und Organisationen der Amateurastronomie. 2001 wurde der Weltraum-Jugendwettbewerb „Spacecity Salzburg“ mit 3500 Teilnehmern abgehalten.
Das Spektrum der Tätigkeiten reicht von Impulsreferaten in Schulklassen und Wasserraketen-Workshops über Ausstellungen zum Thema Weltraumforschung und Raumfahrt; von Expertengutachten, internationalen Mars-Expeditionssimulationen bis zur Vermittlung von Raumfahrt-Technologien für terrestrische Anwendungen.

### Polarstern Preis
Dieser österreichische Preis wird vom ÖWF seit 2009 jährlich für außergewöhnliche Leistungen im Dienste der europäischen Weltraumaktivitäten verliehen und geht an Menschen, die sich durch persönliches Engagement, hervorragende Projekte oder zukunftsweisende Ideen im Weltraum-Sektor auszeichnen. Zu den Preisträgern gehören bekannte Persönlichkeiten wie der österreichische Astronaut Franz Viehböck, Astrobiologin und ehemalige Vorstandsvorsitzende des Deutschen Zentrums für Luft- und Raumfahrt, Pascale Ehrenfreund und Wissenschaftlerinnen wie Lisa Kaltenegger.

### Vienna Statement for Planetary Analog Research (VSAPR)
Als Verwaltungsorganisation hat das ÖWF zusammen mit zahlreichen internationalen Forschern aus der ganzen Welt den aktuellen Stand der Analogforschung beschrieben, ihre Vorteile artikuliert und ihre Ziele benannt und kommuniziert dies nun gegenüber der Wissenschaft, der Politik und der Gesellschaft.

### Explore Projekt
Neben zahlreichen weiteren Workshops und Vorträgen im Bildungssektor des ÖWF ist das Expeditionary Program for Learning OppoRtunities in Analog Space Exploration (Expeditionsprogramm für Lernmöglichkeiten in der analogen Weltraumforschung) eine Initiative, um Schüler für STEAM-Fächer zu begeistern und Nachwuchs für die Wissenschaft zu generieren. Unterstützt wird das Projekt vom Bildungsprogramm Erasmus+. Schüler und Lehrer nehmen an simulierten Mars-Missionen teil oder erhalten Unterrichtsmaterialien, um internationale Weltraummissionen hautnah nachzuerleben.

## Forschungsprojekte
Neben der Öffentlichkeits- und Bildungsarbeit betreibt das Forum auch fortlaufend Forschungsprojekte. Darunter war ein medizinisches Experiment für bemannte Langzeit-Weltraumflüge im Rahmen einer Parabelflug-Kampagne der Europäischen Weltraumorganisation ESA.

### DEAR
Regolith-Staub stellt eine Herausforderung für Geräte und Materialien bei der Erforschung von Mond und Mars dar. Die DEAR-Initiative (Dusty Environment Application Research) der ESA entwickelt und erprobt, gemeinsam mit dem ÖWF und anderen Kooperationspartnern, Strategien zur Entfernung von Mondstaub an Optiken, Mechanismen und Raumanzügen.

### BACTeRMA
Das ÖWF war Hauptauftragnehmer des ESA-Projektes „BACTeRMA“, bei dem innovative Methoden wie die „Imprägnierung“ mit Mikroorganismen zur hygienischen Wiederverwendbarkeit von Raumanzug-Unterwäsche erforscht wurden.

### PExTex
Das ESA-geförderte Projekt „Planetary Exploration Textiles“ diente der Identifikation (neuartiger) Materialien zur Erforschung planetarer Oberflächen sowie Entwicklung von Teststrategien für ihre Eignung für Bedingungen, wie sie auf der Mondoberfläche herrschen.
Zudem entwickelte das ÖWF einen Mars-Raumanzugssimulator.

### Detektion von Weltraumschrott – ADLER Cubesats
Von 2020 bis 2023 war das ÖWF an dem Cubesat-Projekt ADLER-1 beteiligt. Von 2023 bis 2024 folgte ADLER-2.

### Vertikal-Laufband (Vertical Treadmill Facility, VTF)
Das Vertikal-Laufband ist eine Ground Based Facility der Europäischen Weltraumagentur ESA. Sie wird vom ÖWF in Innsbruck betrieben und dient der Erforschung von Bewegungsmustern und Technologien für Mond und Mars. Eine Testperson wird durch ein Flaschenzugsystem horizontal aufgehängt, so dass durch variablen Druck unterschiedliche Schwerkraftniveaus simuliert werden können.

## Simulierte Mars-Missionen

### AustroMars
AustroMars war ein Projekt des Forums mit dem Ziel, eine zweiwöchige Missions-Simulation im April 2006 durchzuführen. Erstmals bestand die Crew aus rein österreichischen Kandidaten, die durch ein psychologisch-medizinisches Auswahlverfahren selektiert wurden. Ebenso kamen österreichische Experimente sowie auch ein Großteil der Hardware aus Österreich. Das Mission Control Center hatte seinen Sitz in Salzburg im Christian-Doppler-Gymnasium und Realgymnasium.

### PolAres

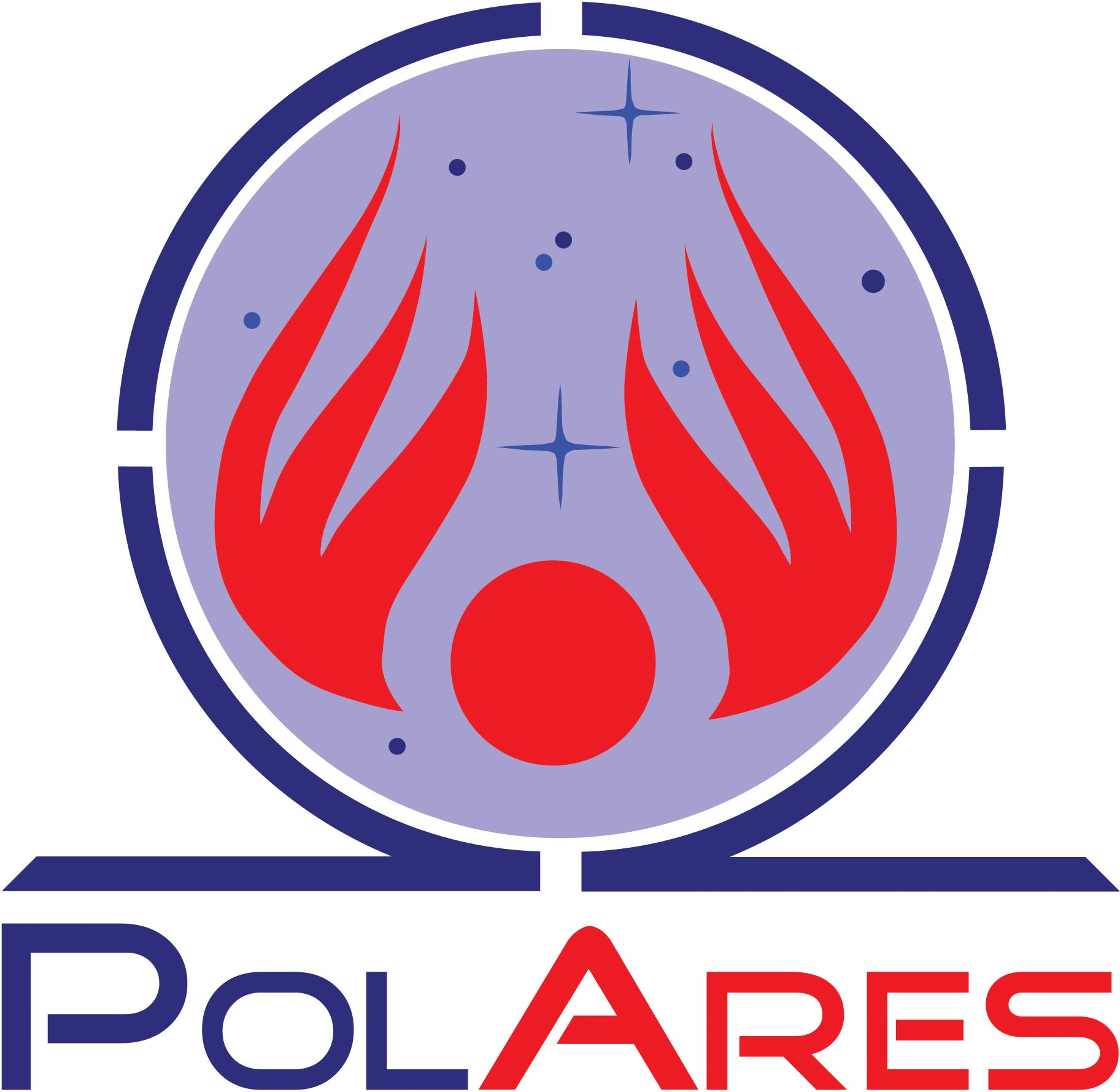
PolAres Programm Logo

Das PolAres-Programm fand zwischen 2007 und 2017 statt. Dieses interdisziplinäre Projekt, unter internationaler Beteiligung, untersuchte Teilaspekte zukünftiger Marsexpeditionen. Die Ziele umfassten die Entwicklung von Prozeduren für die Interaktion zwischen Menschen und Robotern/Sonden sowie die Festlegung von Verfahrensweisen, um eine Kontamination einer fremden Umwelt mit irdischen Mikroorganismen zu verhindern.

### AMADEE
Das AMADEE-Programm läuft von 2018 bis 2028. Aufbauend auf den Vorgänger-Programmen führt das ÖWF alle zwei bis drei Jahre mehrwöchige simulierte Mars-Feldmissionen durch. Diese dienen der Entwicklung und Testung von Hardware, Arbeitsabläufen, Kommunikation mit Zeitverzögerung sowie der Interaktion zwischen Menschen und Robotern. Schwerpunkt liegt auf der Detektion von extraterrestrischen, mikrobiologischen Lebensspuren mit Hilfe einer Explorationskaskade.
Bisher wurden folgende Missionen durchgeführt: Marokko/Mars2013, Österreich/AMADEE-15, Oman/AMADEE-18, Israel/AMADEE-20, Armenien/AMADEE-24.

## Wissenschaftliche Publikationen
- Gernot Groemer, Vitali Braun, Xanthi Oikonomidou, Wolfgang Ebner et al.: Sub-cm space debris in LEO: A comparison between the ESA MASTER model and ADLER in-situ data. Journal of Space Safety Engineering. 5 March 2025. https://doi.org/10.1016/j.jsse.2025.02.009
- De la Torre, G.G., Groemer, G., Diaz-Artiles, A. et al.: Space Analogs and Behavioral Health Performance Research review and recommendations checklist from ESA Topical Team. Nature npj Microgravity 10, 98 (2024). doi.org/10.1038/s41526-024-00437-w
- M. Panagopoulou, S. Ozdemir-Fritz , G. A. Rojas, P. Evangelopoulos. et al.: Large Scientific Infrastructures enriching onlineand digital Learning. Memorie della SAIT. Volume 95, n. 2, 2024. doi.org/10.36116/MEMSAIT_95N2.2024.26
- Didari, H. et al. (2022).  The AMADEE-20 Robotic Exploration Cascade: An Experience Report.                     In: Müller, A., Brandstötter, M. (eds) Advances in Service and Industrial Robotics. RAAD 2022. Mechanisms and Machine Science, vol 120. Springer, Cham. https://doi.org/10.1007/978-3-031-04870-8_56
- Lichenometry and Schmidt hammer tests in the Kaunertal glacier foreland (Ötztal Alps) during the AMADEE-15 Mars Mission Simulation
- C. Markovski, J.M. Byrne, E. Lalla, A.D. Lozano-Gorrín, G. Klingelhöfer, F. Rull, A. Kappler, T. Hoffmann, C. Schröder: Abiotic versus biotic iron mineral transformation studied by a miniaturized backscattering Mössbauer spectrometer (MIMOS II), X-ray diffraction and Raman spectroscopy. In: Icarus. Band 296, Nummer , 2017, S. 49–58, doi:10.1016/j.icarus.2017.05.017.